# 克里斯蒂安·阿尔曼
克里斯蒂安·阿尔曼（德語：Christian Ahlmann，1974年12月17日—），德国男子马术运动员。他曾代表德国参加2004年、2008年、2012年和2016年夏季奥林匹克运动会马术比赛，获得二枚铜牌。